# Carlo Bossi (vescovo)
Carlo Bossi (Milano, 1º aprile 1669 – Vigevano, 7 ottobre 1753) è stato un vescovo cattolico italiano.

## Biografia
Carlo Bossi, nacque a Milano, rampollo di una nobile famiglia patriziale cittadina di rango marchionale.
Intrapresa la carriera ecclesiastica, divenne canonico e poi arciprete del duomo di Milano dal 1725. Il 18 giugno 1731 venne nominato vescovo di Vigevano e fin dall'inizio si preoccupò in prevalenza della formazione cristiana dei parrocchiani della diocesi, diffondendo il Compendio della Dottrina Cristiana del cardinale Roberto Bellarmino. Contemporaneamente, a Vigevano, completò la costruzione della chiesa dedicata a San Carlo Borromeo.
Durante il suo episcopato si ebbero notevoli rivolgimenti politici che portarono ad un drastico cambiamento nella politica amministrativa della diocesi di Vigevano: con il Trattato di Worms del 1743, infatti, la provincia vigevanese passò al Piemonte, compresa in quella di Novara. Fu l'ultimo vescovo milanese di questa diocesi.
Morì a Vigevano il 7 ottobre 1753.

## Genealogia episcopale
La genealogia episcopale è:
- Cardinale Scipione Rebiba
- Cardinale Giulio Antonio Santori
- Cardinale Girolamo Bernerio, O.P.
- Arcivescovo Galeazzo Sanvitale
- Cardinale Ludovico Ludovisi
- Cardinale Luigi Caetani
- Cardinale Ulderico Carpegna
- Cardinale Paluzzo Paluzzi Altieri degli Albertoni
- Papa Benedetto XIII
- Papa Benedetto XIV
- Papa Clemente XIII
- Cardinale Francesco Saverio de Zelada
- Cardinale Antonio Felice Zondadari
- Vescovo Carlo Bossi

## Stemma
| Immagine | Blasonatura |
| -------- | --- |
| \| \|    | Carlo Bossi Vescovo di Vigevano Di rosso, al bue di argento, passante. Lo scudo, accollato a una croce astile d'oro, posta in palo, è timbrato da un cappello con cordoni e nappe di verde. Le nappe, in numero di dodici, sono disposte sei per parte, in cinque ordini di 1, 2, 3. |
|          | |